# Václav Doležal (politik)
Václav Doležal (29. července 1883 Chrudim – 12. listopadu 1928 Mělník) byl československý politik, meziválečný poslanec Národního shromáždění za Republikánskou stranu zemědělského a malorolnického lidu (agrárníky) a osvětový pracovník v oboru botaniky a sadovnictví.

## Biografie
Vyučil se zahradníkem. Odborné vzdělání mu poskytla Vyšší škola ovocnicko-zahradnická v Lednici. Působil na mnoha místech i v zahraničí. Specializoval se na dendrologii a sadovnictví. Od roku 1910 působil opět v rodné Chrudimi. Vydával časopis Zahrada domácí a školní a vyučoval na městské zahradnické škole, která se pak osamostatnila do samostatného vzdělávacího ústavu, jehož prvním správcem byl právě Doležal. Během první světové války působil v československých legiích. Po návratu do vlasti se angažoval při zakládání vyšší zahradnické školy s českým jazykem, která byla zpočátku ustavena rozdělením dosud německojazyčné školy v Lednici. Pak přešel do nově zřízené státní vyšší ovocnicko-vinařské zahradnické školy v Mělníku. Zde působil jako pedagog a publikoval odborné studie.
Po parlamentních volbách v roce 1925 byl zvolen poslancem Národního shromáždění. Mandát ale získal až dodatečně v roce 1927 jako náhradník poté, co rezignoval poslanec František Chvalkovský. V parlamentu vydržel jen jeden rok. Po jeho smrti jeho křeslo v poslanecké sněmovně zaujal Václav Vomela.
Profesí byl podle údajů k roku 1927 učitelem státní vyšší ovocnicko-vinařské zahradnické školy v Mělníku. Byl bývalým legionářem.
Zemřel roku 1928 při automobilovém neštěstí. Pohřeb žehem se konal v krematoriu na Olšanských hřbitovech v Praze.